# Walter Jiménez
Walter Adrián Jiménez Pereira (Buenos Aires, Argentina, 29 de agosto de 1977) es un exfutbolista y entrenador argentino; se desempeñaba como mediocampista ofensivo.

## Trayectoria
Comenzó su carrera en El Porvenir, equipo que lo vio crecer en su carrera y en dónde Walter fue goleador. Luego dio el salto a Club Atlético Platense en Primera División, donde mostró buenas actuaciones. Y fue en 1998, cuando José Pekerman lo llamó a la selección argentina para formar parte de la Sub-21, donde viajaron a Japón a un amistoso junto a Speroni, arquero y compañero del Platense. Con el equipo de Saavedra descendió en 1999, jugando así la Temporada siguiente en el Nacional B. Luego pasó a Instituto de Córdoba, dirigido por segunda ocasión por el "Tata" Gerardo Martino (exentrenador de la selección Argentina), nuevamente en Primera División y con un gran desempeño mostrado en el año que estuvo en la Gloria. Posteriormente y luego de una temporada pasó al Banfield. En Banfield se lo recuerda con mucho afecto por su gran aporte futbolístico para que la entidad del sur no pierda la categoría y por su gran actuación en la goleada 5 a 0 de "El Taladro" sobre River Plate en donde "El Lorito" marcó un verdadero golazo, hasta la fecha se lo recuerda 
En el 2003 llegó a la Primera División de México para jugar con los Tiburones Rojos de Veracruz; con los escualos fue titular indiscutible y participó en prácticamente todos los partidos. 
En el 2004 y junto a Pablo Rotchen, se sumó a la plantilla del Club América, como refuerzos en la Copa Libertadores de América; compartió vestidor con Guillermo Ochoa, Adolfo Ríos, Ricardo Rojas, Franky Oviedo, Hugo Norberto Castillo y Cuauhtémoc Blanco. 
Para el segundo semestre del 2004 retomó su lugar en Veracruz y de la mano de Wilson Graniolatti, D.T. de los Tiburones Rojos, y de un equipo que todos recuerdan en el puerto jarocho, llegó a la cima de la tabla, teniendo una racha de 8 triunfos consecutivos. 
Jugó para Jaguares de Chiapas en el Clausura 2006; con el cuadro chiapaneco jugó en 18 ocasiones y realizó 6 goles, el último a los 11 segundos de haber iniciado el partido por los 4tos. de final del Clausura 2006, ante C. D. Guadalajara en el Estadio Zoque, siendo este el gol más rápido en la historia de Jaguares y el tercero en toda la cronología del fútbol mexicano. 
En el verano del 2006 se unió al Club Santos Laguna, equipo donde viviría una de sus mejores etapas como futbolista; en un principio la encomienda era salvarse del descenso y una vez librado ese escollo, el conjunto lagunero logró un Campeonato (Clausura 2008) y un Subcampeonato de Liga (Bicentenario 2010).
En el segundo semestre del 2010 retornó a Argentina para jugar con  Gimnasia y Esgrima La Plata, donde sería dirigido por su excompañero en Banfield Diego Cocca, al final el "Lorito" pasó sin pena ni gloria.
El 16 de diciembre de 2010 regresó al fútbol mexicano al ser fichado por el Club Puebla, en donde estuvo 6 meses y al acabar se regresó a Argentina en busca de equipo. Después de no encontrar equipo y estar sin jugar por seis meses, el 26 de enero de 2012 por medio de su cuenta de Twitter anunció su retiro del fútbol, pero 4 días después el club que lo vio nacer como futbolista, El Porvenir que se encontraba jugando en la Cuarta División de Argentina, le abrió las puertas para poder jugar con ellos y así rápidamente salió del retiro.
Para julio de 2012 se dio de nuevo su regreso a México, esta vez para jugar con el Irapuato en la Liga de Ascenso de México. 
En julio de 2013, el "Lorito" anunció su retiro del fútbol a pesar de tener ofertas de equipos argentinos como el Olimpo y el mismo Banfield, ya que prefirió quedarse a vivir en Irapuato ya que a él y su familia les gustó el lugar. 
Salió del retiro en junio de 2014, para unirse a los Correcaminos de la UAT en la Liga de Ascenso de México; al concluir el Apertura 2014 se retiró de manera definitiva de las canchas.

## Escuelas de fútbol para niños
En agosto de 2013 presentó su proyecto formativo llamado Centro de Formación "Lorito Jiménez 7" con el objetivo de forjar a las futuras estrellas del balompié. 
Actualmente radica en México, y se dedica a formar futbolísticamente , a jóvenes mexicanos, en su Centro de Formación, ubicado en Blvd. Mariano J. García #1367 , Irapuato, Gto. El mismo "Lorito" lleva a cabo su propio emprendimiento, y hoy día cuenta con 150 niños y a varios los ha logrado ubicar en diferentes clubes de México. Tuvo tanta repercusión, que ya tiene su sede en Veracruz (Academia "Los Pibes"), proyecto que emprendió junto a su amigo y compadre Lucas Ayala. 

## Clubes
| Club                                      | País      | Año           |
| ----------------------------------------- | --------- | ------------- |
| Club El Porvenir                          | Argentina | 1995-1997     |
| Club Atlético Platense                    | Argentina | 1997-2000     |
| Instituto                                 | Argentina | 2000-2001     |
| Banfield                                  | Argentina | 2001-2003     |
| Veracruz                                  | México    | 2003-2005     |
| Club América (Préstamo Copa Libertadores) | México    | 2004          |
| Jaguares de Chiapas                       | México    | Clausura 2006 |
| Club Santos Laguna                        | México    | 2006-2010     |
| Gimnasia y Esgrima La Plata               | Argentina | 2010          |
| Club Puebla                               | México    | Clausura 2011 |
| Club El Porvenir                          | Argentina | 2012          |
| Irapuato                                  | México    | 2012-2013     |
| Correcaminos de la UAT                    | México    | Apertura 2014 |

## Palmarés

### Campeonato nacional
| Categoría                  | Título        | Club               | País   |
| -------------------------- | ------------- | ------------------ | ------ |
| Primera División de México | Clausura 2008 | Club Santos Laguna | México |